# Cystodictya sinuomarginata
Cystodictya sinuomarginata is een mosdiertjessoort uit de familie van de Cystodictyonidae. De wetenschappelijke naam van de soort is voor het eerst geldig gepubliceerd in 1915 door Mather.